# Blegny
Blegny (bis 2001 war die offizielle Schreibweise Blégny), wallonisch Blegneye, ist eine belgische Gemeinde in der Region Wallonien. Der Ort liegt im belgischen Arrondissement Lüttich in der Provinz Lüttich. Blegny hat 13.482 Einwohner (Stand 1. Januar 2024) und eine Fläche von 26,07 km².
Blegny liegt 5 Kilometer (km) östlich des Tals der Maas (franz. Meuse) etwa 10 km nordwestlich von Lüttich, 20 km südlich der niederländischen Stadt Maastricht und 28 km südwestlich der deutschen Stadt Aachen (alle Angaben in Luftlinie bis zu den Stadtzentren).

## Ortsteile
Seit dem 1. Januar 1977 umfasst Blegny diese Orte:
- Mortier (50° 41′ N, 5° 45′ O)
- Trembleur (50° 42′ N, 5° 44′ O)
- Barchon (50° 40′ N, 5° 42′ O)
- Housse (50° 41′ N, 5° 42′ O)
- Saive (50° 39′ N, 5° 41′ O)
- Saint-Remy (50° 42′ N, 5° 42′ O)

## Geschichte
Beim Überfall auf das neutrale Belgien wurden am 6. August 1914 19 Zivilisten erschossen und 40 Häuser zerstört.
1980 wurde der Steinkohlenbergbau eingestellt. Das Bergwerk ist heute als Museum für Besucher zugänglich und gehört seit 2012 zum UNESCO-Welterbe „Bedeutende Orte des wallonischen Bergbaus“.

## Verkehr
2,5 Kilometer westlich, in der Nähe des Ortsteils Barchon, befindet sich eine Autobahnabfahrt der belgischen Autobahn A3/E40.
In Lüttich befindet sich der nächste Fernbahnhof, an dem unter anderem auch Thalys an der Bahnlinie Paris-Brüssel-Lüttich-Aachen-Köln halten.
Der nächste Regionalflughafen liegt nahe der Großstadt Lüttich.

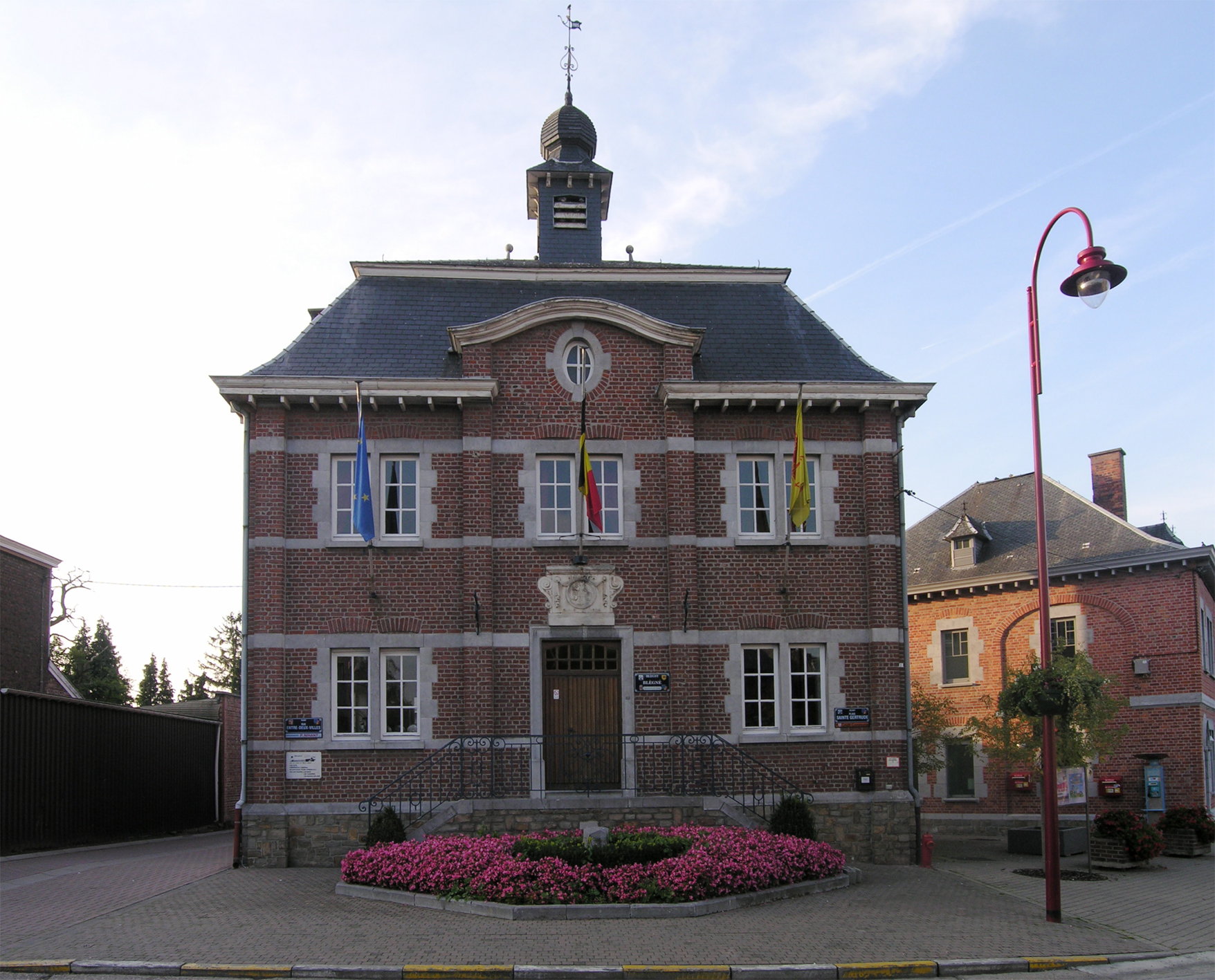
Rathaus Blegny
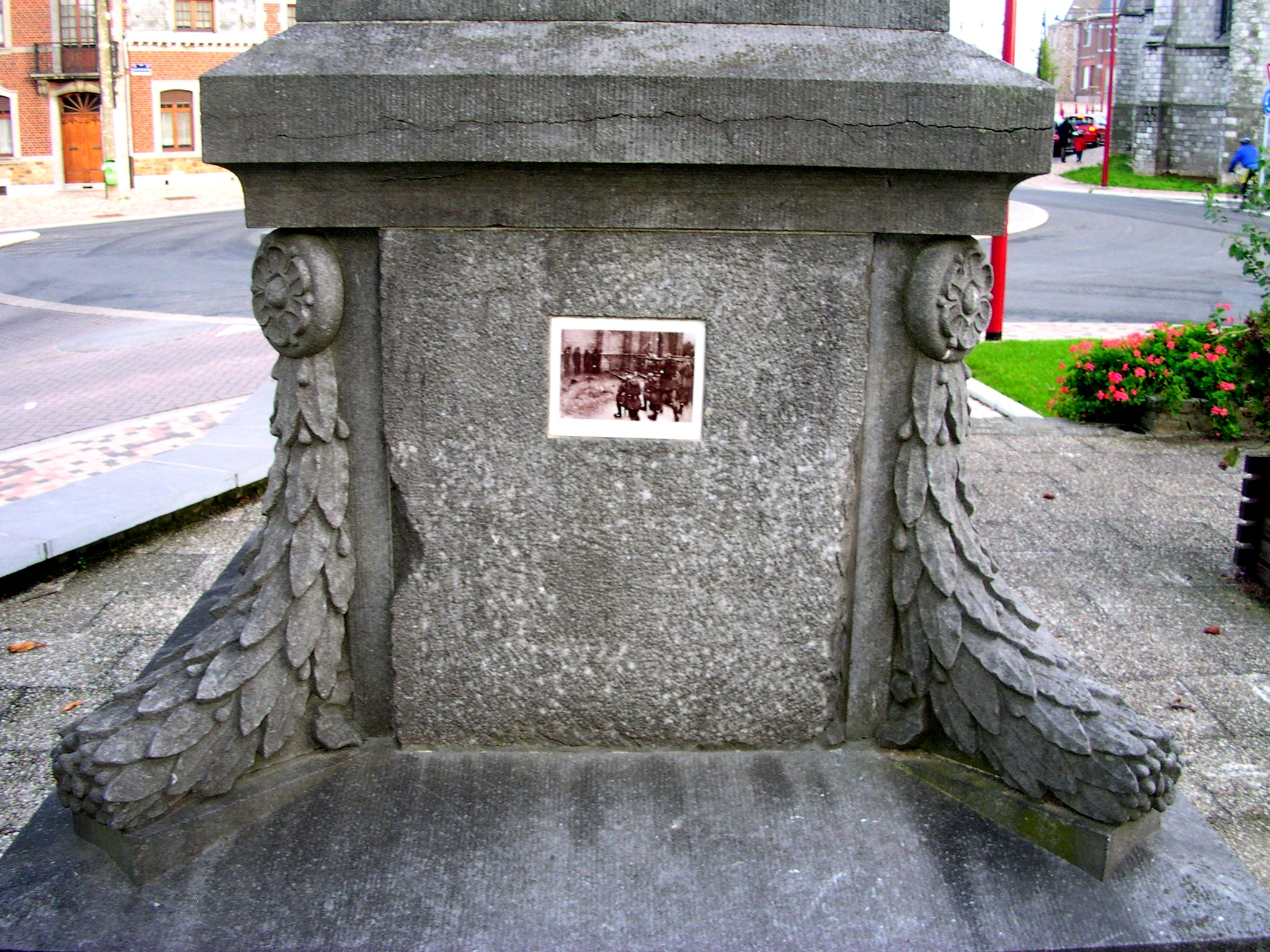
Denkmal
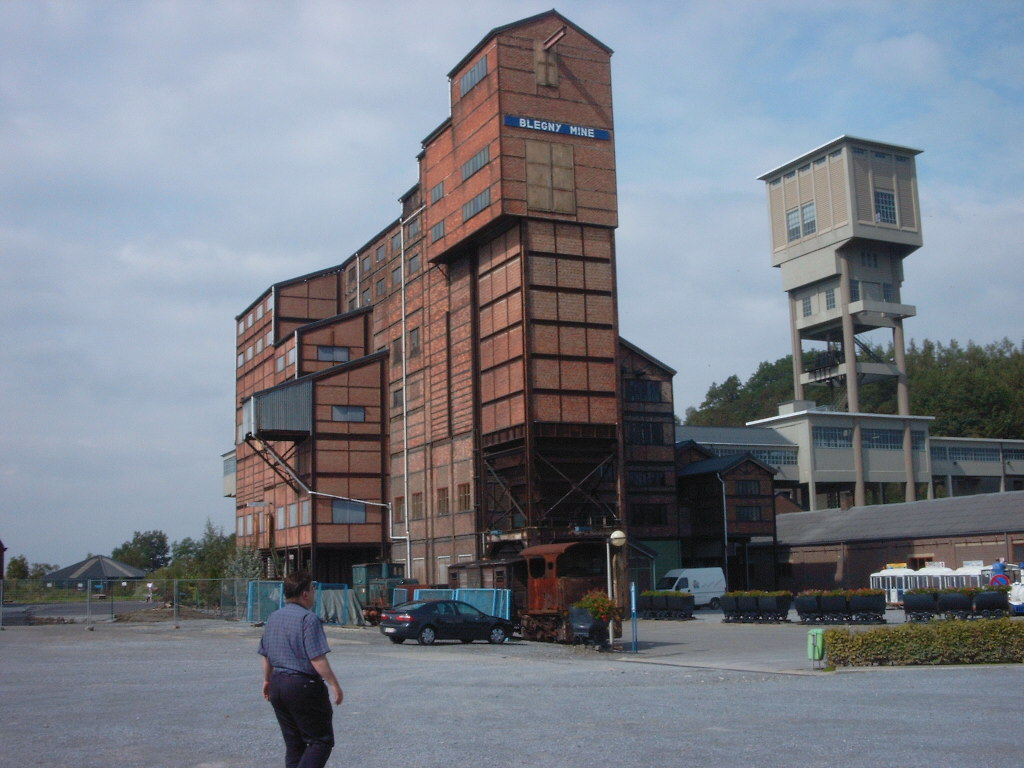
Bergbaumuseum

## Persönlichkeiten
- Henri Daniel Guyot (1753–1828), Pfarrer
- Nicolas Ruwet (1932–2001), Linguist und Romanist
- Lambert de Sayve (1564–1614), Kapellmeister und Komponist